# Conus sulcatus
Conus sulcatus é uma espécie de gastrópode do gênero Conus, pertencente a família Conidae.